# Constance de Pérouse
Pour les articles homonymes, voir Constance.
Saint Constance de Pérouse, en italien : Constanzo di Perugia († à Foligno en 170), fut le premier évêque (épiscope) de Pérouse, martyrisé lors des persécutions des chrétiens sous le règne d’Antonin le Pieux et  Marc Aurèle.

## Biographie

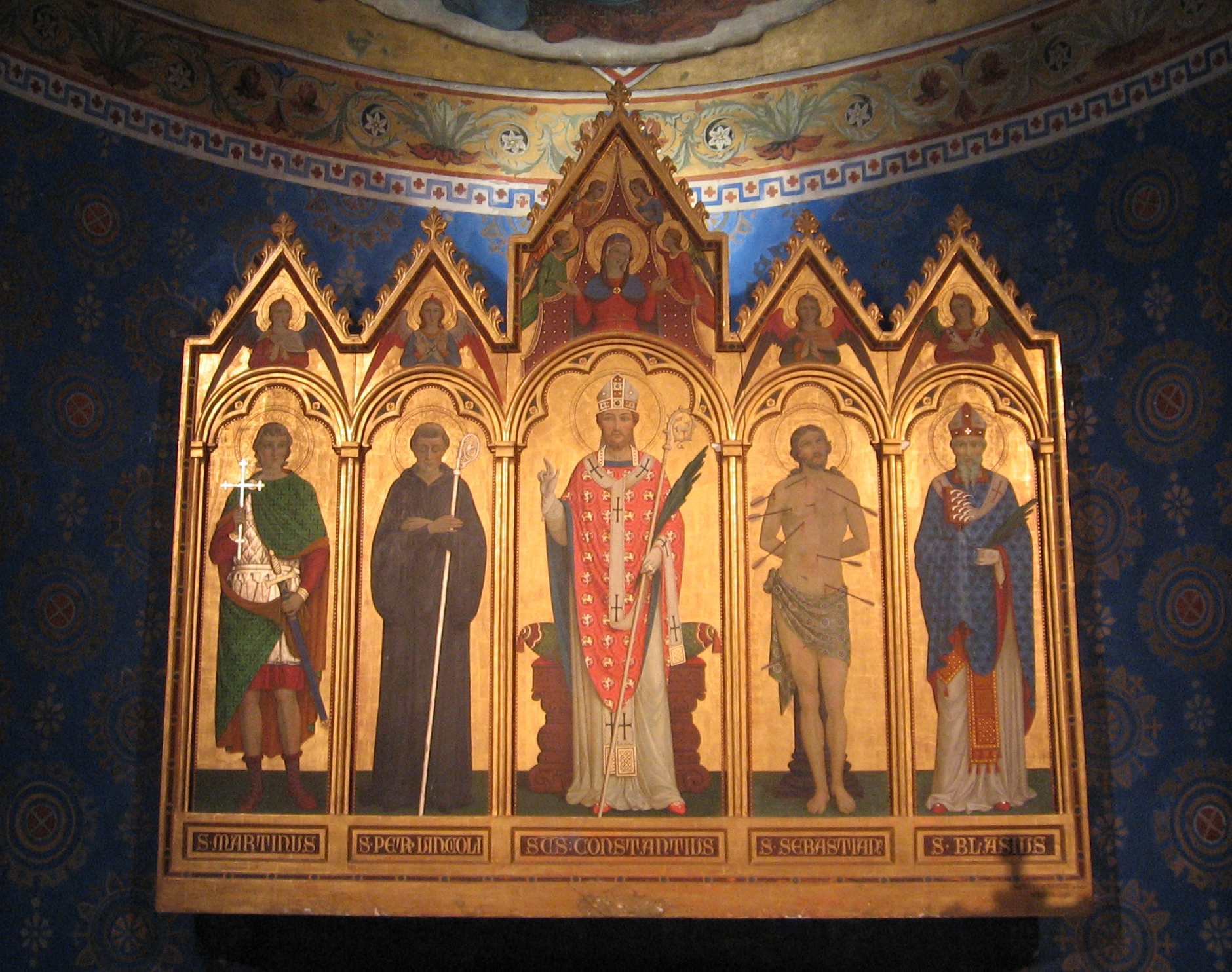
Polyptyque, autel de l'église Saint-Constance de Pérouse.

Saint Constance a probablement été martyrisé près de Foligno et ses restes ont été transportés à Pérouse et enterrés près de l'emplacement de la cathédrale actuelle. Ses reliques ont été translatées en 1825 avec grande solennité au nouvel autel dans l'actuelle église San Constanzo.
Saint Constance, souvent représenté en tant qu'évêque portant la mitre, la robe et la crosse, est le co-patron de la ville de Pérouse avec Herculan, Laurent et Louis d'Anjou. Il est vénéré par l'Église catholique qui le fête le 29 janvier.
Dans l'art, il est représenté à diverses reprises par Le Pérugin en compagnie de saint Herculan comme sur le Retable des Décemvirs et La Vierge à l'Enfant entre les saints Herculan et Constance.   

## Légende
Il existe diverses versions de la légende de saint Constance :
- Il est arrêté au cours des persécutions d'Antonin le pieux (certaines sources disent Marcus Aurelius), fouetté, mis sur un foyer ardent avec ses compagnons ; mais tous s'échappèrent indemnes.
- Il est emprisonné et remis en liberté par ses gardes qu'il convertit au christianisme.
- Il se réfugie dans une maison appartenant à un chrétien nommé Anastase avec lequel il est arrêté, et après avoir été torturés dans les prisons d'Assise et Spello, ils sont décapités près de Foligno[1].

La tradition locale fait de lui le premier évêque (épiscope) de Pérouse à l'âge de 30 ans. Il est alors actif dans l'évangélisation et les soins pour les pauvres.

### Articles liés
- Retable des Décemvirs
- La Vierge à l'Enfant entre les saints Herculan et Constance